# Взлёт
Взлёт — процесс перехода летательного аппарата или летающего представителя фауны (насекомого, птицы, рукокрылого) в состояние полёта. 
Взлёт возможен только в том случае, если подъёмная сила больше веса взлетающего объекта.

## Взлёт летательных аппаратов

### Взлёт аэродинамических летательных аппаратов

#### Взлёт самолёта
По сравнению с другими типами летательных аппаратов самолёт имеет самую продолжительную по времени и самую сложную по организации управления фазу взлёта. Взлёт начинается с момента начала движения по взлётно-посадочной полосе (ВПП) для разбега и заканчивается на высоте перехода.
Взлёт самолёта бывает нескольких видов:
- Взлёт с тормозов. Двигатели выводятся на режим максимальной тяги, на которой самолёт удерживается на тормозах; после того, как двигатели вышли на установленный режим, тормоза отпускаются, и начинается разбег.
- Взлёт с кратковременной остановкой на ВПП. Экипаж не дожидается, пока двигатели выйдут на требуемый режим, а сразу начинает разбег (двигатели должны достичь нужной мощности до определённой скорости). При этом длина разбега увеличивается.
- Взлёт без остановки (англ. rolling start), «с ходу». Двигатели выходят на нужный режим в процессе выруливания с рулёжной дорожки на ВПП, применяется при высокой интенсивности полётов на аэродроме ради экономии времени.
- Взлёт с применением специальных средств. Чаще всего это взлёт с палубы авианесущего корабля в условиях ограниченной длины ВПП. В таких случаях короткий разбег компенсируется трамплинами, катапультными устройствами, дополнительными твердотопливными ракетными двигателями, автоматическими удерживателями колёс шасси и т. п.
- Взлёт самолёта с вертикальным или укороченным взлётом (напр., Як-38).
- Взлёт с поверхности воды.

Взлёт считается одним из самых сложных и опасных этапов полёта: во время взлёта могут отказать двигатели, работающие в условиях максимальной тепловой и механической нагруженности, самолёт (относительно других фаз полёта) максимально заправлен топливом, а высота полёта ещё мала. Самая большая катастрофа в истории авиации произошла именно на взлёте.
Конкретные правила взлёта для каждого типа воздушного судна описаны в руководстве по лётной эксплуатации самолёта. Коррективы могут вносить схемы выхода, особые условия (например, правила снижения шума), однако существуют некоторые общие правила.
Для разгона двигатели обычно устанавливают на взлётный режим (TOGA). Это чрезвычайный режим, продолжительность полёта на нём ограничена несколькими минутами. Иногда (если позволяет длина полосы) при взлёте допустим номинальный режим. Чаще всего при взлёте двигатели устанавливают на номинальный режим именно с целью снижения уровня шума, если аэропорт расположен в непосредственной близости от населённого пункта и маршрут полёта пролегает над жилыми кварталами. В современной авиации непосредственно перед взлётом пилот сначала даёт 40% тяги на несколько секунд, и лишь убедившись в стабильной работе двигателей устанавливает взлётный/номинальный режим.
Каждое воздушное судно перед полётом обязано пройти предполётную подготовку. Самолёт готовят к тем условиям, в которых предстоит взлетать. Например, если прогнозируется обледенение, самолёт обрабатывают противообледенительной жидкостью.
Перед каждым взлётом штурман (если имеется) или второй пилот рассчитывает скорость принятия решения (V1), до которой взлёт может быть безопасно прекращён, и самолёт остановится в пределах взлётно-посадочной полосы (ВПП). На современных самолётах V1 рассчитывает бортовой компьютер. Также рассчитываются Vr (скорость поднятия передней стойки шасси) и V2 (скорость отрыва). Расчёт V1 учитывает множество факторов, таких, как: длина ВПП, её состояние, покрытие, уклон, высота аэродрома над уровнем моря, метеоусловия (ветер, температура), загрузка самолёта, центровка, и другие. Если отказ произошёл на скорости, меньшей V1, в случае экстренного торможения самолёт успеет остановиться в пределах ВПП и не выкатится. В случае, если отказ произошёл на скорости, большей V1, единственно верным решением будет продолжить взлёт и затем произвести посадку. Большинство типов самолётов гражданской авиации с несколькими двигателями сконструированы так, что, даже если на взлёте откажет один из двигателей, мощности остальных хватит на то, чтобы, разогнав машину до безопасной скорости, подняться на минимальную высоту, с которой можно зайти на глиссаду и посадить самолёт.
Перед взлётом пилот выпускает закрылки и предкрылки в расчётное положение, чтобы увеличить подъёмную силу, и в то же время минимально препятствовать разгону самолёта. Это уменьшает длину разбега и позволяет оторваться от полосы на меньшей скорости. Затем, дождавшись разрешения авиадиспетчера, пилот устанавливает двигателям взлётный режим и отпускает тормоза колёс, и самолёт начинает разбег. Во время разбега главная задача пилота — держать машину строго вдоль оси ВПП, не допуская поперечного смещения самолёта. Особенно это важно при боковом ветре. До определённой скорости аэродинамический руль направления неэффективен и руление происходит путём притормаживания одной из основных стоек шасси. После достижения скорости, на которой руль направления становится эффективен, управление производится рулём направления. Передняя стойка шасси на разбеге как правило заблокирована для поворота, или переведена в режим малых углов (повороты воздушного судна с её помощью осуществляются при рулении на малой скорости на аэродроме). Как только взлётная скорость достигнута, пилот плавно отклоняет штурвал на себя, увеличивая угол атаки. Нос самолёта приподнимается («подъём»), а затем и весь самолёт отрывается от земли.
Сразу же после отрыва для уменьшения лобового сопротивления (на высоте не ниже 5 метров) убираются шасси (если убираемые), и (при наличии) выпускные фары, затем производится постепенная уборка механизации крыла. Постепенная уборка обусловлена необходимостью медленного уменьшения подъёмной силы крыла. При быстром убирании механизации самолёт может дать опасную просадку. Зимой, когда самолёт влетает в относительно тёплые слои воздуха, где эффективность двигателей падает, просадка может быть особенно глубокой. Примерно по такому сценарию произошла катастрофа самолёта «Руслан» в Иркутске. Порядок уборки шасси и механизации крыла строго регламентирован в РЛЭ для каждого типа самолёта.
Как только достигнута высота перехода, пилот устанавливает стандартное давление 760 мм рт. ст. (или 1013 ГПа). На некоторых самолётах на указателе давления высвечивается "Std". Аэропорты расположены на разных высотах, а управление воздушным транспортом осуществляется в единой системе, поэтому на высоте перехода пилот обязан перейти с системы отсчёта высот по давлению аэропорта на эшелон (условную высоту), где осчёт ведётся по давлению 760 мм. рт. ст., или 1013 ГПа. Также на высоте перехода двигателям устанавливают номинальный режим и включают автопилот. После этого этап взлёта считается завершённым, и начинается следующий этап полёта: набор высоты.
Взлёт с ракетными ускорителями
Взлёт с ракетными ускорителями применяется в основном в военной авиации, хоть и в различных областях её применения. Например, если ВПП аэродрома уничтожена противником, то может встать задача обеспечения взлета с коротких участков сохранившегося полотна; также, по мнению создателей — безаэродромный старт позволил бы в большой степени обеспечить вывод самолётов-носителей ядерного оружия из-под удара противника (так как аэродромы — это один из первых объектов такого удара). Также обеспечение взлета тяжелонагруженного транспортного самолета с достаточно короткой полосы, а также с грунта различной прочности. Сюда же можно отнести взлет с полосы расположенной в высокогорье или в области с высокой температурой окружающего воздуха (или и то и другое вместе), то есть в условиях, когда тяга двигателя и аэродинамические характеристики не достигают своих максимальных значений. К специфическим задачам можно отнести задачи, решаемые истребительной авиацией ПВО. Здесь, например, может возникнуть необходимость защиты различных наземных объектов в местах отсутствия стационарных аэродромов, на которых могли бы базироваться истребители ПВО.

#### Взлёт вертолёта иСВВП
Фаза взлета для вертолёта относительна коротка и начинается с перевода двигателей на взлётный режим и заканчивается переходом в режим горизонтального полёта.
Взлёт вертолёта может осуществляться вертикально или, если вертолёт оборудован колёсами и взлетает с ВПП, с коротким разбегом, для экономии топлива.
На высокогорных взлётных площадках, где воздух разрежен, применяется взлёт с разбегом.

### Взлёт аэростатических летательных аппаратов
- Взлёт газонаполненного аэростата — обычно такие аэростаты заполняют лёгким газом задолго до взлёта и удерживают на земле за счёт балласта и швартовки. Для взлёта необходимо отшвартовать аппарат и сбросить часть балласта.
- Взлёт монгольфьера — монгольфьер создаёт подъёмную силу только при наполнении горячим воздухом. Поэтому монгольфьеры обычно не швартуют. Для взлёта монгольфьера в его оболочку подают горячий воздух (обычно от газовой горелки), после чего аппарат плавно взлетает.

### Взлёт ракетодинамических летательных аппаратов
Взлётом (или стартом) ракеты называется фаза от включения двигателя до выхода двигателя на режим расчётной тяги или покидания ракетой стартового сооружения (в зависимости от того, что наступит позже). Для твердотопливных ракет взлёт длится доли секунды. Практически все современные боевые ракеты (как твердотопливные, так и жидкостные) не расходую энергию собственного двигателя для взлета, а используют минометный старт.
Взлёт крылатой ракеты

Крылатые ракеты, как правило, взлетают с направляющих с использованием твердотопливных ускорителей, которые позволяют достичь полетной скорости на сравнительно небольшом расстоянии. Современные типы крылатых ракет используют установки вертикального пуска.

## Взлёт представителейфауны

### Взлёт рукокрылых
Вопреки распространённому мнению, рукокрылые могут взлетать не только с высоко расположенных пунктов (потолка пещеры, ствола дерева), но и с ровной земли и даже с водной поверхности. В этом случае взлёт начинается с прыжка вверх, происходящего в результате сильного порывистого движения передних конечностей.

### Взлёт птиц
Стратегия взлёта может существенным образом отличаться, прежде всего в зависимости от размера птицы. Птицы небольшого размера требуют относительно небольшой или даже нулевой начальной скорости, которая генерируется за счёт прыжка.
В частности, такое поведение было продемонстрировано на примере скворца и перепела, которые способны генерировать 80—90 % скорости полёта за счёт начального прыжка, достигая ускорения до 48 м/c².
При этом скворцы часто используют энергию ветви, на которой сидят, хотя и не способны регулировать силу прыжка в зависимости от её толщины.
Другие небольшие птицы, такие как колибри, чьи ноги слишком малы и тонки для прыжка, начинают махать крыльями ещё на земле, достигая подъёмной силы до 1,6 веса птицы.
Крупные птицы не способны взлетать с места, и им требуется начальная скорость для полёта. Чаще всего эта скорость достигается за счёт взлёта против ветра. В дополнение, часто птицы вынуждены делать пробежку по поверхности земли (например, журавль) или воды (лебедь, альбатросы). 
Некоторые большие птицы, такие как орлы, используют скалы, верхние ветви деревьев или другие возвышения для получения скорости за счёт падения, морские птицы часто способны достичь подобного эффекта за счёт взлёта с гребня волны.

## Галерея
- Взлёт Boeing KC-135. Двигатели, работающие на взлётном режиме, выбрасывают много сажи
- Взлёт летающей лодки.
- Взлёт монгольфьера.
- Вертикальный взлёт AV-8B Harrier.
- Взлёт вертолёта Oryx.
- Взлёт крылатой ракеты SM-62 Snark.
- Взлёт (старт) ракеты-носителя «Союз».
- Минометный старт ракеты «Днепр». Виден отделившийся поддон.